# لیانگ یوشوای
لیانگ یوشوای (انگلیسی: Liang Yushuai; ۱۰ سپتامبر ۲۰۰۰) تکواندوکار اهل چین است.
وی در مسابقات کشوری و بین‌المللی در مجموع برندهٔ ۱ مدال طلا، ۳ مدال نقره، ۲ مدال برنز شده است.